# Bamberger Reiter. Ein Frankenkrimi
Bamberger Reiter. Ein Frankenkrimi ist eine vom Bayerischen Rundfunk produzierte Fernsehkomödie aus dem Jahre 2012. Regie führte Michael Gutmann. Der Film gehört zur Heimatkrimi-Reihe des BR.

## Handlung
Nach dem Tod seiner Mutter kehrt Kriminalhauptkommissar Peter Haller nach Bamberg zurück. Ehe er richtig damit beginnen kann, den Nachlass seiner Mutter zu ordnen, muss er schon seinen ersten Fall lösen, bei dem eine Westernreiterin zu Tode gekommen ist. Jana Prager, Psychologiestudentin an der Bamberger Universität, war allein mit ihrem Pferd im Gelände unterwegs. Nachdem das Tier plötzlich scheute, stürzte sie ausgerechnet auf eine am Wegrand liegende Egge und verblutete. Die Spurensuche am Unfallort lässt auf ein dünnes Seil schließen, das zwischen zwei Bäume gespannt war. Auch gibt es Hufspuren eines zweiten Pferdes, sodass von einer Tötungsabsicht auszugehen ist. Haller sieht sich auf dem Reiterhof um und findet neben dem Pferd des Unfallopfers ein zweites Tier, das vor kurzem geritten wurde. Er sichert Bodenproben aus den Hufen des Pferdes und gibt sie zur Untersuchung, woraus hervorgeht, dass auch dieses Tier in der Nähe des Unfallortes gewesen sein muss.
Hallers Kollegin, Kriminalkommissarin Birgit Sacher, die zusammen mit Haller von Würzburg nach Bamberg gewechselt ist, findet eine Spur, die zu Professor Eberlein führt. Bei ihm studierte das Opfer und zudem gehört ihm das zweite Pferd, das am Unfallort gewesen sein muss. Eberlein gibt allerdings an, Jana Prager vor vier Tagen zuletzt gesehen zu haben und behauptet außerdem, nicht bei seinem Pferd gewesen zu sein. Für die nötige Bewegung des Tieres sorge bei Bedarf der Stallbursche Georg. Um mehr über den Reiterhof herauszufinden, meldet sich Birgit Sacher dort als Reitschülerin an. Schon am ersten Tag wird sie Zeugin eines Streits zwischen dem Hofbetreiber Stefan Breu und dem Professor, der sein Pferd von der Anlage wegholt. Nach weiteren Recherchen steht fest, dass Breu eine Affäre mit Jana Prager hatte.
Haller findet heraus, dass die Buchhändlerin Eva, die sich vor zwei Tagen mit ihm angefreundet hat, die eigentliche Besitzerin des Reiterhofs ist. Sie hatte ihn an Tessi und Stefan Breu verpachtet und ihnen aus Freundschaft auch finanziell unter die Arme gegriffen. Haller hatte schon seit einiger Zeit bemerkt, dass Eva Menschen gegenüber sehr besitzergreifend ist, so auch bei den Breus. Das Eindringen der Studentin in ihr „kleines Reich“, stellte für sie eine Bedrohung dar und sie hatte insbesondere Tessi Breu gedrängt, etwas dagegen zu unternehmen. Haller fährt mit Eva zur Ranch, wo seine Kollegin Sacher gerade Beweismaterial bei dem autistischen Sohn der Breus sicherstellen konnte. Er hatte das Seil, das zwischen die Bäume gespannt war, an sich genommen, um seine Mutter zu schützen. Tessi Breu, eine bodenständige und herzliche Frau, die sich für ihre Familie aufopfert und die stets beteuert hatte nicht eifersüchtig zu sein, legt nun ein Geständnis ab. Dass Eva sie zuvor auf ihre spezielle Art und Weise genötigt hatte, kann Haller leider nicht beweisen.

## Hintergrund
Bamberger Reiter. Ein Frankenkrimi ist eine Fortsetzung zu Freiwild. Ein Würzburg-Krimi mit Thomas Schmauser als Hauptkommissar Peter Haller und Teresa Weißbach als seine Kollegin Birgit Sacher. Gedreht wurde hauptsächlich in Bamberg und Umgebung, als Filmkulisse diente die Pferdepension am Rothof, Bischberg.

## Rezeption

### Einschaltquote
Bei einer Wiederholung des Bamberger Reiter. Ein Frankenkrimi im BR am 4. Dezember 2016 wurde der Film in Deutschland von insgesamt 1,03 Millionen Zuschauern gesehen und erreichte einen Marktanteil von 3,5 Prozent.

### Kritik
Rainer Tittelbach von tittelbach.tv meinte zu diesem Krimi: „Trotz Kleinstadt- und Dorfkrimi-Inflation – diesen Heimatkrimi lässt man sich gern gefallen. ‚Bamberger Reiter‘ ist ein filmischer Rohdiamant. Keine Hochglanzästhetik vernebelt den Blick fürs Wesentliche, die Story kommt auf leisen Sohlen, die Ermittler nehmen sich Zeit – anders als in der Großstadt läuft (oder reitet) ihnen hier der Täter schließlich nicht davon.“
Bei der FAZ urteilte Sabine Weigand: „Gar nicht blöd und sehr unterhaltsam ist dieser von Michael Gutmann inszenierte Frankenkrimi – und randvoll mit schönen Bildern der alten Domstadt. Bamberg, das duldet keinen Zweifel, ist so schön wie Venedig, als Kulisse zudem noch ganz unverbraucht. Die Dialoge, ein Kompliment ans Drehbuch von Peter Probst, sind allemal authentisch.“ Zum Hauptdarsteller meint sie: „Da gibt es einen Sheriff, hier zur Abwechslung mal kein harter Bursche mit Alphamännchenallüren: Schmausers Haller ist mitnichten ein John-Wayne-Verschnitt, sondern ein melancholischer Romantiker. Ein sympathischer Softie, dank seiner militant feministischen Mutter.“